# Siemiany (województwo warmińsko-mazurskie)
Siemiany (niem. Schwalgendorf) – wieś w Polsce, położona w województwie warmińsko-mazurskim, w powiecie iławskim, w gminie Iława, nad najdłuższym w Polsce jeziorem Jeziorak. W latach 1975–1998 miejscowość administracyjnie należała do województwa olsztyńskiego. Znajduje się na terenie krainy historycznej Prusy Górne.

## Miejscowość turystyczna

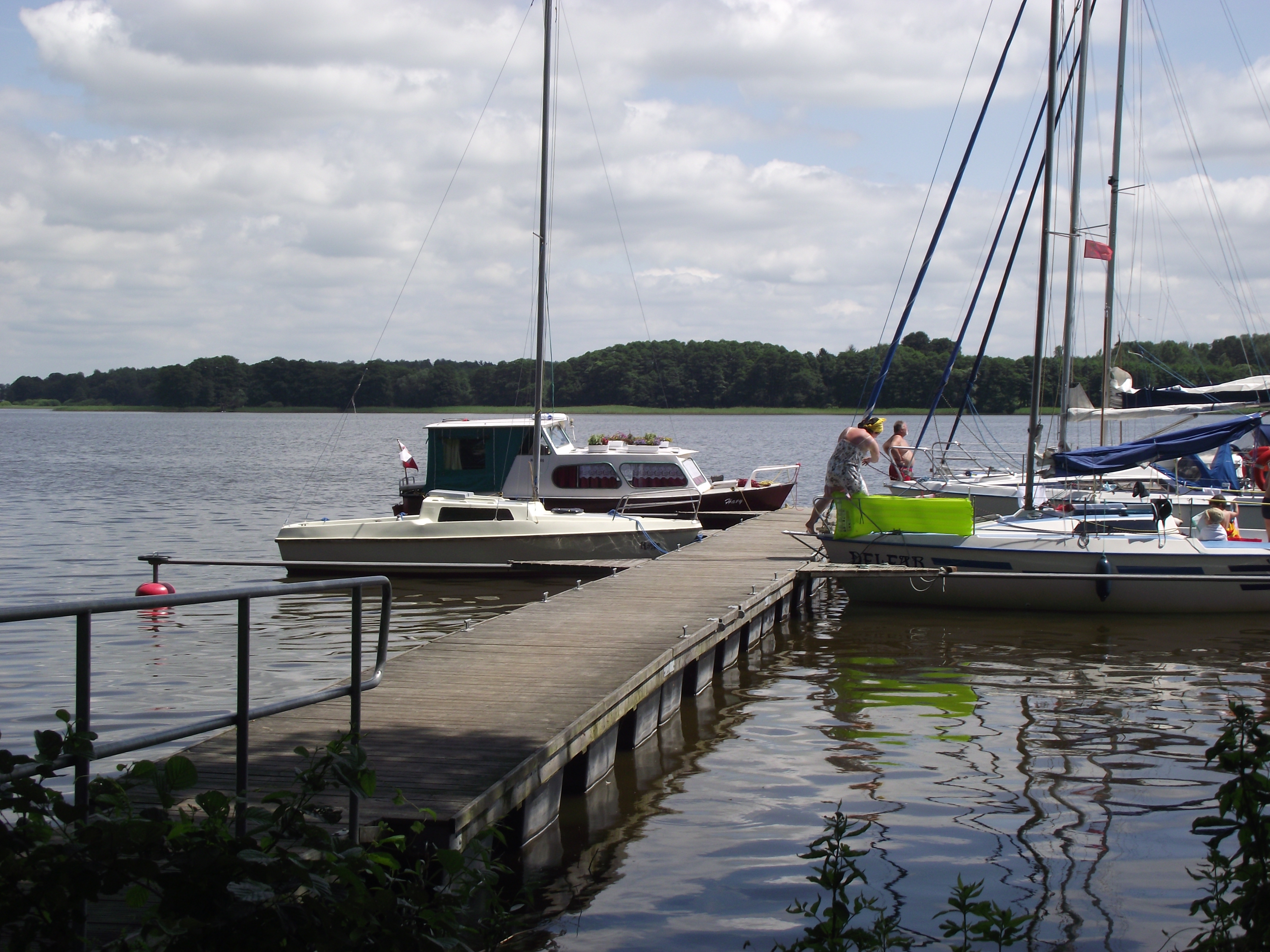
Przystań jachtowa

Siemiany są miejscowością turystyczną, z bogatym zapleczem noclegowo-rekreacyjnym, którą latem odwiedzają tysiące turystów. Są główną, po Iławie, przystanią dla żeglarzy, halsujących wśród wielu rozsypanych w tej części Jezioraka wysp. We wsi znajduje się słynna w latach 70. i 80. (już nieczynna) knajpa "Cyraneczka". Wieloletnim jej kierownikiem był nieżyjący już Czesław Żydaniec.
We wsi działa obecnie kilka lokali gastronomicznych (m.in. Skarpa, Zamek, Kurka Wodna) oraz hotelik Cykada. Latem odbywają się tu koncerty muzyczne. Miejscowość tę często odwiedza aktor Cezary Pazura i muzyk Wojciech Waglewski z Voo Voo.
Największą popularność Siemiany jako miejscowość turystyczną osiągnęły w latach 70., gdy stały się modnym miejscem wypoczynku elit PRL-u (zwłaszcza literatów) zainteresowanych żeglarstwem. W roku 1970 w Siemianach umieścił fabułę swojej powieści Nowe przygody Pana Samochodzika (znanej później jako Pan Samochodzik i Nemo) pisarz Zbigniew Nienacki, który kilka lat wcześniej osiedlił się w pobliskim Jerzwałdzie. W latach 80. rozgłos miejscowości przyniosła skandalizująca powieść Nienackiego Raz w roku w Skiroławkach. Na początku lat 80. w Jerzwałdzie osiadł również pisarz Aleksander Minkowski.
W latach 70. do Siemian często przyjeżdżał również poeta-bard Edward Stachura. Wieś była dla niego miejscem wypoczynku i twórczej pracy. Dzięki staraniom Wiesława Niesiobędzkiego i Zbigniewa Nienackiego, Stachura planował się tu osiedlić na stałe, lecz jego samobójcza śmierć przekreśliła te plany.

## Związki wyznaniowe
Na terenie wsi działalność duszpasterską prowadzą:
- Kościół Rzymskokatolicki (filia parafii w Dobrzykach),
- Kościół Ewangelicko-Metodystyczny.

## Historia

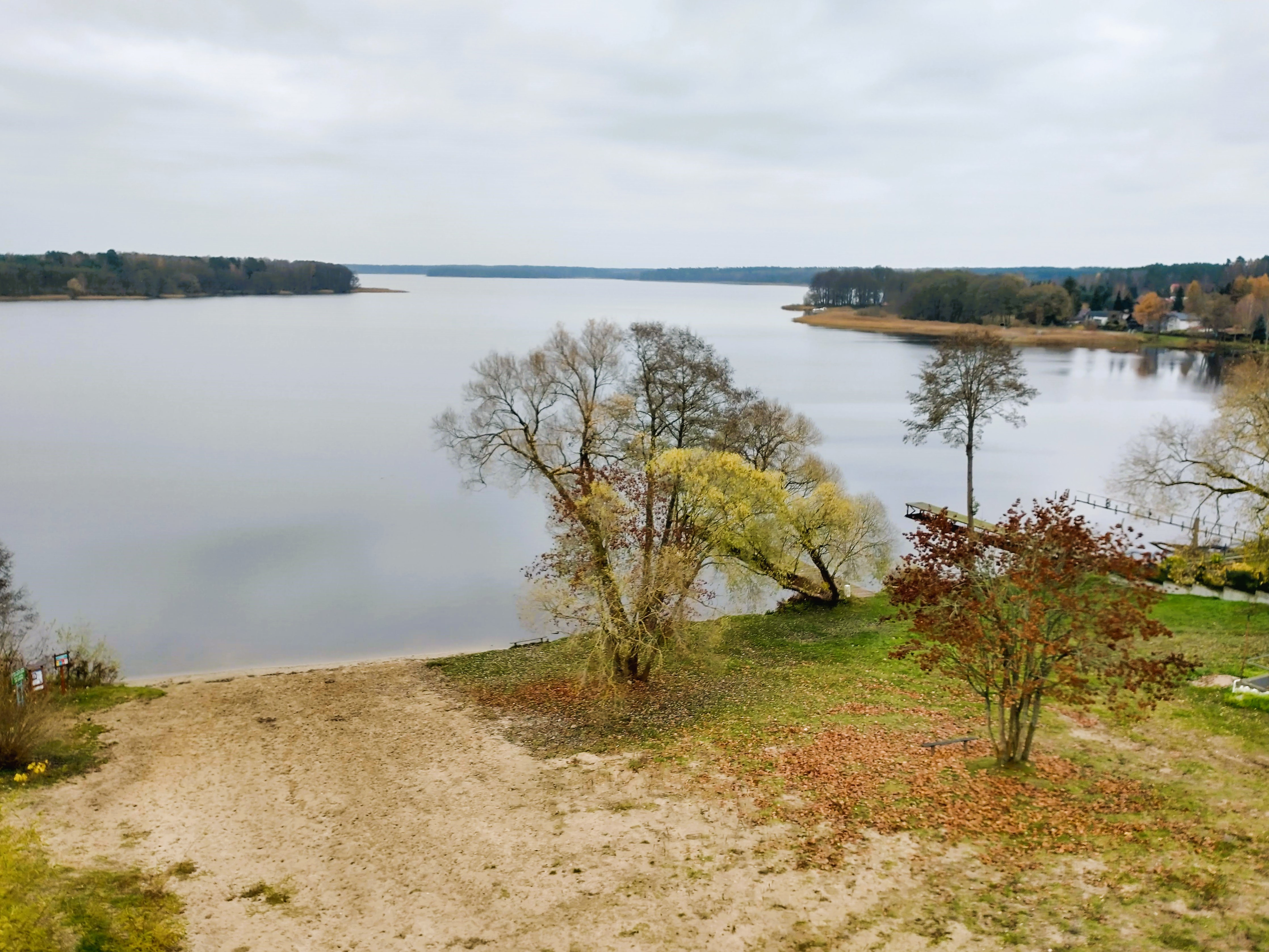
Plaża nad Jeziorakiem

Od roku 1249 region ten, znany jako Prusy Górne, znalazł się pod władzą Zakonu krzyżackiego. Nad Jeziorakiem rozciągał się kompleks lasów, który nosił nazwę Puszcza Pruska. Prawdopodobnie jeszcze za czasów krzyżackich lub tuż po powstaniu Księstwa Pruskiego na terenie późniejszych Siemian powstała leśna wartownia, która dała początek miejscowości. Na mapie Caspara Hennenbergera z 1576 roku w miejscu lasów siemiańskich widnieje napis „Schwalge W.” (Schwalge – obłoki dymu, skrót "W" najpewniej oznacza Warte – strażnica). Była tu najprawdopodobniej wartownia lasów księcia Prus, której zadaniem było pilnowanie przed nielegalnym wyrębem drzew i kłusownictwem.
Siemiany jako wioska rybacka została założona w roku 1700 w ramach tzw. osadnictwa szkatułowego, przeprowadzanego na prawie chełmińskim, na 30 włókach. Zasadźcą i pierwszym sołtysem był Chritoph Bieber, który otrzymał 3 włóki. Wolnizmę ustalono na 7 lat, a roczny czynsz w wysokości 16 marek podatku od każdej włóki. Nadano jej nazwę Schwalgendorf (Schwalge – obłoki dymu; dorf – wioska ), co zapewne nawiązywało do wcześniej istniejącej leśniczówki.
W 1785 roku Siemiany liczyły już 47 domów mieszkalnych. W dokumentach z 1820 roku wymieniane są Stare Siemiany (osada, gajówka z 3 mieszkańcami) i Nowe Siemiany z 56 domami i 290 mieszkańcami. W tym czasie Siemiany administracyjnie należały do powiatu ostródzkiego. W 1823 roku w szkole wiejskiej pracował jeden nauczyciel (Krystian Klinger), a wszystkie dzieci były pochodzenia mazurskiego (polskiego). W 1831 roku w tutejszej szkole uczyło się 96 dzieci, z których tylko 15 rozumiało po niemiecku.

## Galeria

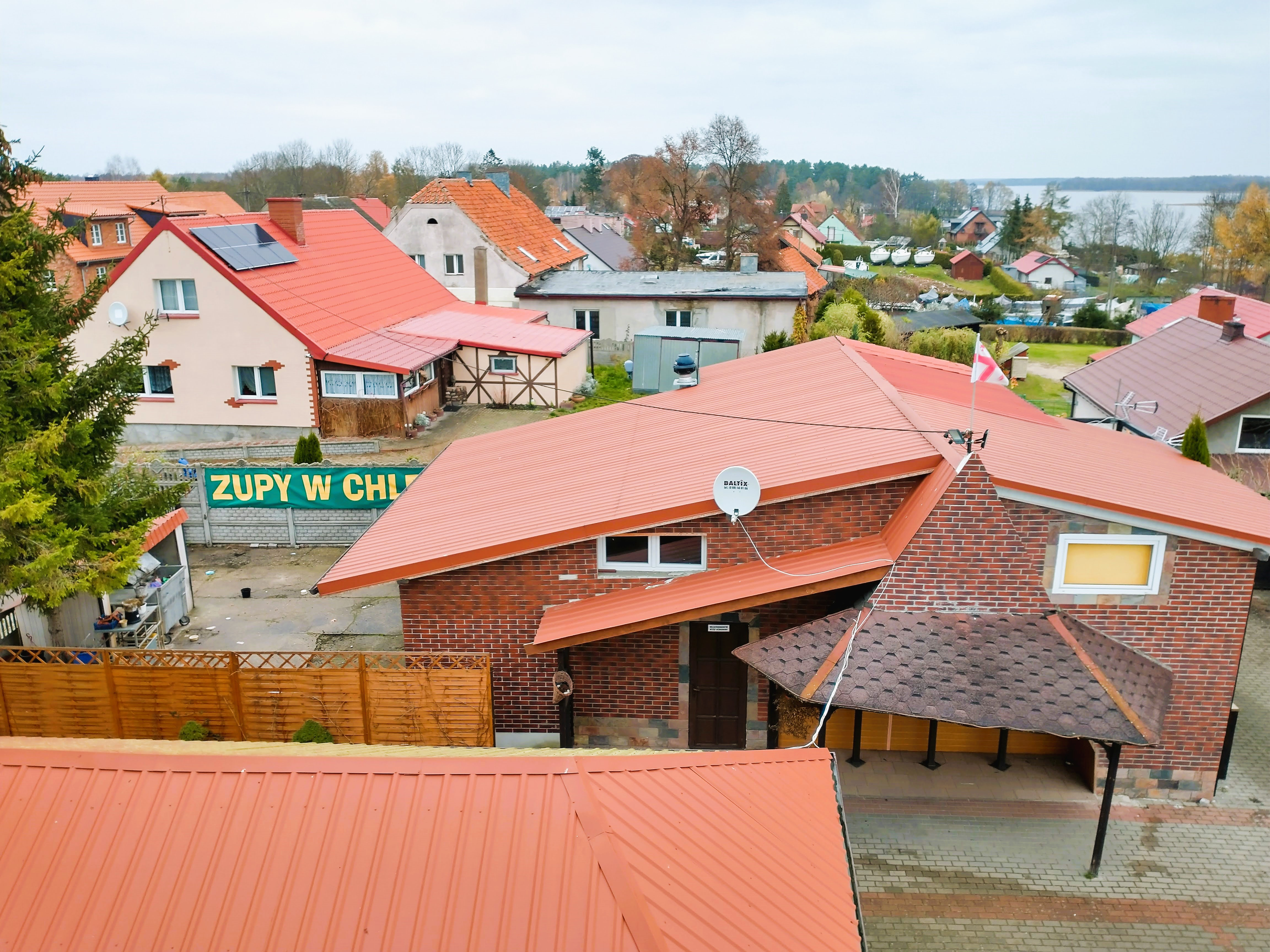
Centrum wsi ku północy
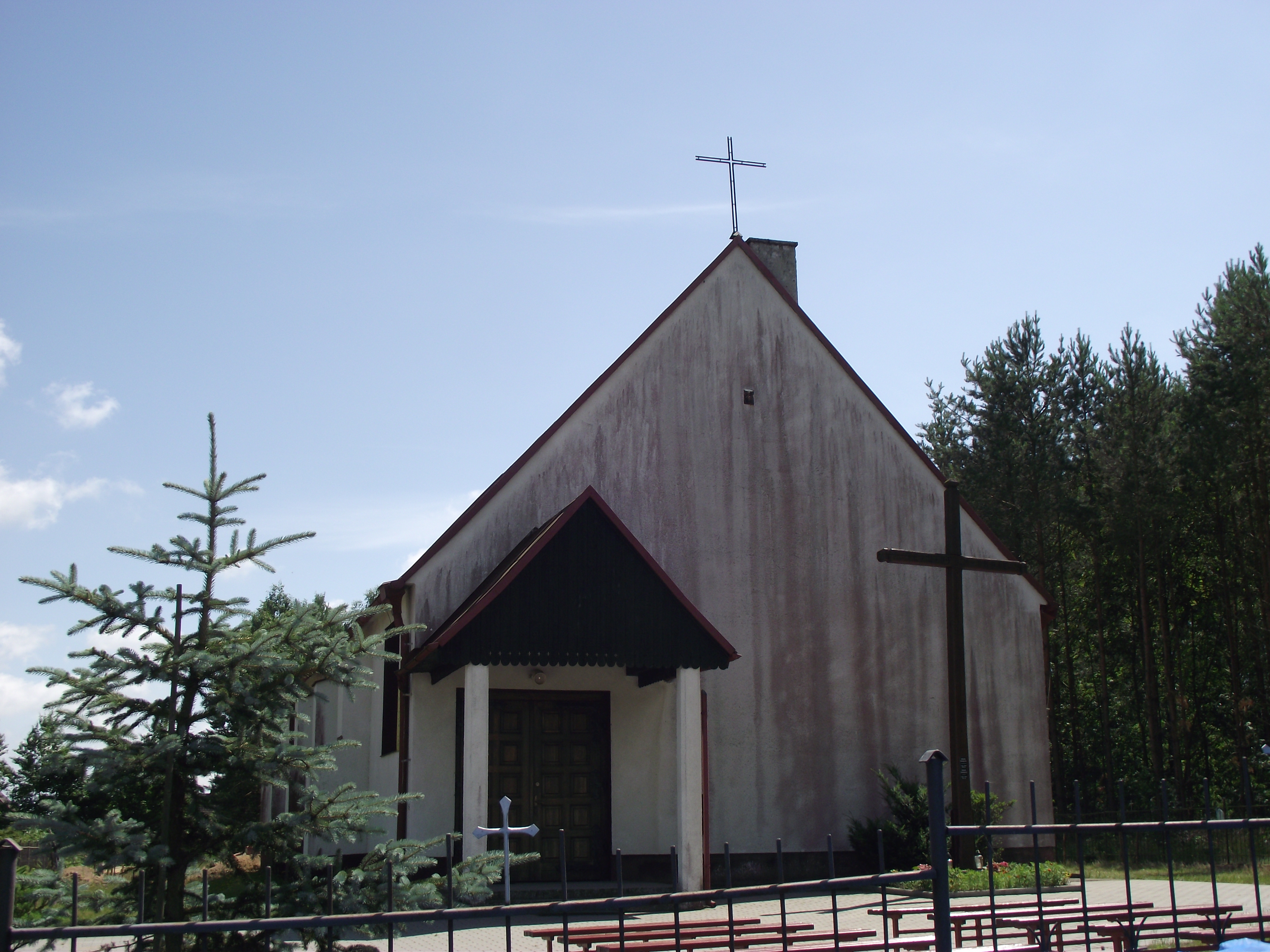
Kaplica św. Maksymiliana
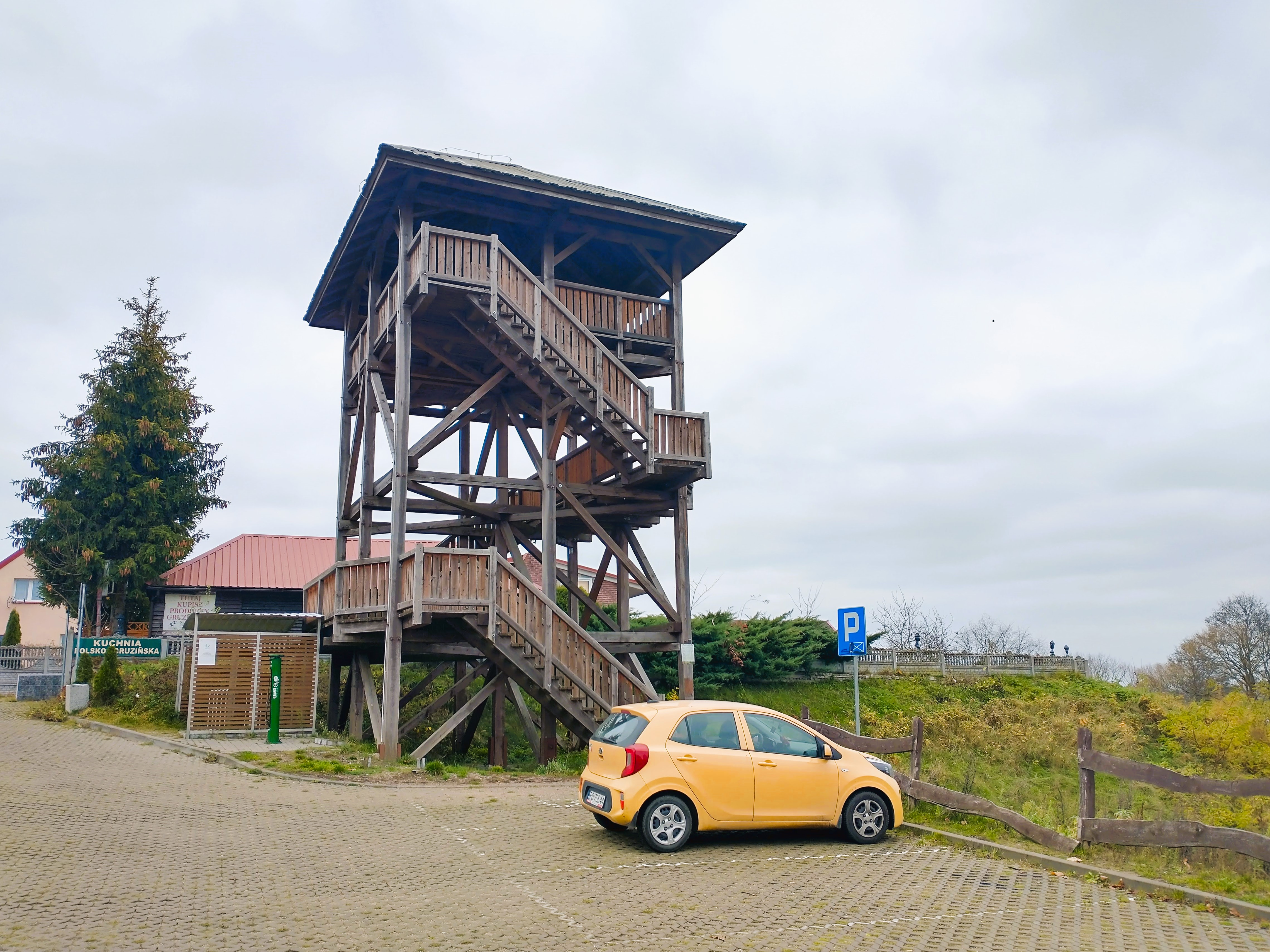
Wieża widokowa na Jeziorak